# チフルアドム
チフルアドム（英：Tifluadom）は、ベンゾジアゼピン誘導体で特異な特性を持つ。ほとんどのベンゾジアゼピンと異なり、チフルアドムはGABAA受容体には作用せず、代わりにκ-オピオイド受容体の選択的アゴニストである。動物では強力な鎮痛薬、利尿薬を持ち、鎮静薬や食欲増進薬としての作用も持つ。
チフルアドムには鎮痛作用や食欲増進作用など、医療用として期待される作用がいくつかあるが、κ-オピオイド作動薬には、不快や幻覚など、ヒトに悪影響をもたらす傾向があるため、これらの薬剤は科学研究にのみ使用される傾向がある。不快な作用は、ペンタゾシンやサルビノリンAのような他のκ-オピオイド受容体アゴニストを使用したときにみられるものと同様であり、モルヒネ誘発性多幸感とは逆と考えることができる。そのため、κアゴニストの乱用の可能性は極めて限定的であると考えられている。